# Monterrein
Monterrein (bret. Mousterrin) – miejscowość i gmina we Francji, w regionie Bretania, w departamencie Morbihan. W 2013 roku populacja ówczesnej gminy wynosiła 395 mieszkańców. 
Dnia 1 stycznia 2019 roku połączono dwie wcześniejsze gminy: Monterrein oraz Ploërmel. Siedzibą gminy została miejscowość Ploërmel, a nowa gmina przyjęła jej nazwę. 